# Regina Mahlmann
Regina Mahlmann (* 1959 in Braunschweig) ist eine deutsche Soziologin und Autorin von Sachbüchern.  Sie publiziert zu den Schwerpunktthemen Unternehmenskultur, Konfliktmanagement und Kommunikation sowie digitale Medien und die Besonderheiten multimedialer Sozialisation. Sie wohnt und arbeitet in der Nähe von München.

## Werdegang
Regina Mahlmann studierte Philosophie und Soziologie, Pädagogik und Psychologie in Bielefeld und wurde 1989 im Fach Soziologie promoviert. Von 1983 bis 1990 arbeitete sie in Lehre und Forschung an den Universitäten Bielefeld und Wuppertal.
In den 1990er Jahren wechselte sie in die Unternehmensberatung, zunächst an das damalige Management Zentrum St. Gallen (heute: Malik Management Zentrum St. Gallen (MZSG)). Seit Mitte der 1990er Jahre ist sie freiberuflich als Persönlichkeitsberaterin und Coach sowie als Trainerin und Unternehmensberaterin in Deutschland, der Schweiz und Österreich tätig.

## Kritik
- zum Buch Sprachbilder, Metaphern & Co.: „Ein Buch von erstaunlicher Gründlichkeit und erfrischender Kreativität, das jenen zugute kommt, die Probleme in Gruppen zu lösen haben (...)“[5]

## Veröffentlichungen (Auswahl)
- Homo Duplex. Die Zweiheit des Menschen bei Georg Simmel. Königshausen & Neumann, Bamberg 1983.
- Verwissenschaftlichung des Rechts – Verrechtlichung von Wissenschaft. Königshausen & Neumann, Bamberg 1986.
- Psychologisierung des Alltagsbewusstseins. Die Verwissenschaftlichung des Diskurses über Ehe. Westdeutscher Verlag, Opladen 1991.  (Dissertation)
- Selbsttraining für Führungskräfte. Ein Leitfaden zur Analyse der eigenen Führungspersönlichkeit und eine Anleitung zum "persönlichen Change Management. Beltz Verlag, Weinheim/Basel 1998; 2. Aufl. 2001.
- Konflikte managen. Psychologische Grundlagen, Modelle und Fallstudien. Beltz Verlag, Weinheim/Basel 2000.
- Erfolgreich als Führungskraft. Eigene Stärken erkennen, entwickeln und nutzen. Beltz Verlag, Weinheim/Basel 2000.
- Einzel-Coaching: Kompetenz entwickeln. Beltz Verlag, Weinheim/Basel 2001.
- Führungsstile flexibel anwenden. Mitarbeiterorientiert, situativ und authentisch. Beltz Verlag, Weinheim/Basel 2002.
- mit: Norbert Kühne (Hrsg.) und Peter Wenzel: Pädagogische Praxis. Erziehung beschreiben und verändern. Bildungsverlag EINS, Troisdorf 2002
- mit: Norbert Kühne (Hrsg.), Olaf Jansen, Peter Wenzel, Tina Vogel, Katrin Zimmermann-Kogel: Pädagogische Praxis. Konflikte lösen. Bildungsverlag EINS, Troisdorf 2002.
- Was verstehst Du unter Liebe? Ideale und Konflikte von der Frühromantik bis heute. Wissenschaftliche Buchgesellschaft, Darmstadt 2003; im Buchhandel: Primus Verlag.
- Dilemma Führung. Was tun, wenn Vorgesetzte bei der Mitarbeiterführung dazwischenfunken? Beltz Verlag, Weinheim/Basel 2003.
- mit Bernd F. Pelz: Erfolgsplanung KMU. Souveräne Unternehmensführung durch systemische Erneuerung. Ein Instrument für die Praxis. Rosenberger Fachverlag, Leonberg 2006
- Das Kind liegt im Brunnen. Wege hinein und hinaus. In: Hans Wielens, Paul J. Kothes (Hrsg.): Raus aus der Führungskrise. Innovative Konzepte integraler Führung.  Kamphausen Verlag, Bielefeld 2006.
- Manager im Würgegriff. Ein Lesebuch für Manager. Mit Bernd F. Pelz. Rosenberger Fachverlag, Leonberg, 2007
  - Manager im Würgegriff: Eine Aufforderung zum Nachdenken in turbulenten Zeiten. Verlag Springer Gabler, ISBN 978-3-65807933-8, (Nachdruck) 2015.
- Sprachbilder, Metaphern & Co: Einsatz von bildlicher Sprache in Coaching, Beratung und Training. Beltz Verlag, Weinheim 2010, ISBN 978-3-407-36487-6
- Führungsstile gezielt einsetzen. Mitarbeiterorientiert, situativ und authentisch führen. Beltz Verlag, Weinheim/Basel 2011.
- Unternehmen in der Psychofalle. Wege hinein. Wege hinaus. Mein Coach. Mein Therapeut. Mein Chef. Business Village Verlag, Göttingen 2012.[6]
- Konflikte souverän managen: Konzepte, Maßnahmen, Voraussetzungen; Beltz Verlag, Weinheim 2016; ISBN 978-3407365989